# 住吉神社 (広島市中区)
住吉神社（すみよしじんじゃ）は、広島県広島市中区住吉町にある神社。

## 概要
1732年（享保17年）に真言宗の僧侶、木食快円が船奉行に申し出。翌1733年（享保18年）に、住吉三神と相殿二神を勧請したのが始まり。1738年（元文3年）に船府一統の守護神になった。宝暦年間（1751年から1764年）頃に、空鞘稲生神社の摂社になった。
1798年（寛政10年）に発生した水主町の大火で、火は神社内で鎮火。社殿が煙で汚れたことで、1799年（寛政11年）に現在地に遷座した。
第二次世界大戦後に神社制度の改革で空鞘稲荷神社から独立。1946年（昭和21年）に加古町と吉島町の氏神社になった。1952年（昭和27年）に旧・本殿を再建。旧・本殿は1991年（平成3年）の台風19号で被災。1996年（平成8年）に現在の社殿が完成した。
三が日には、約5万人の初詣客が訪れる。
その他、2010年（平成22年）の2010 FIFAワールドカップ・2014年（平成26年）の2014 FIFAワールドカップの際にサッカー協会公認のお守りや応援巫女といった企画や、巫女によるミュージカル、巫女による雅楽隊など行っている。

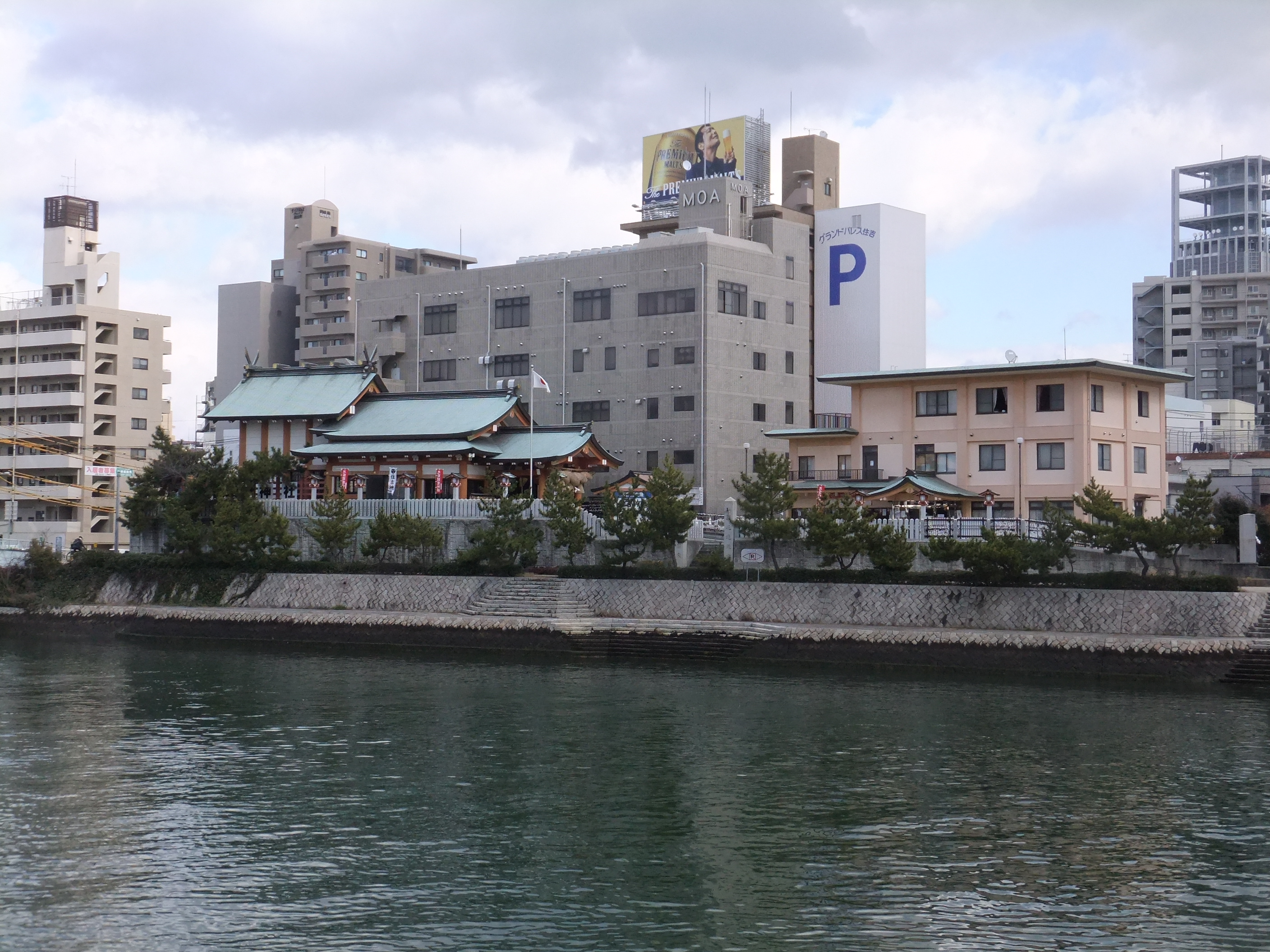
対岸より
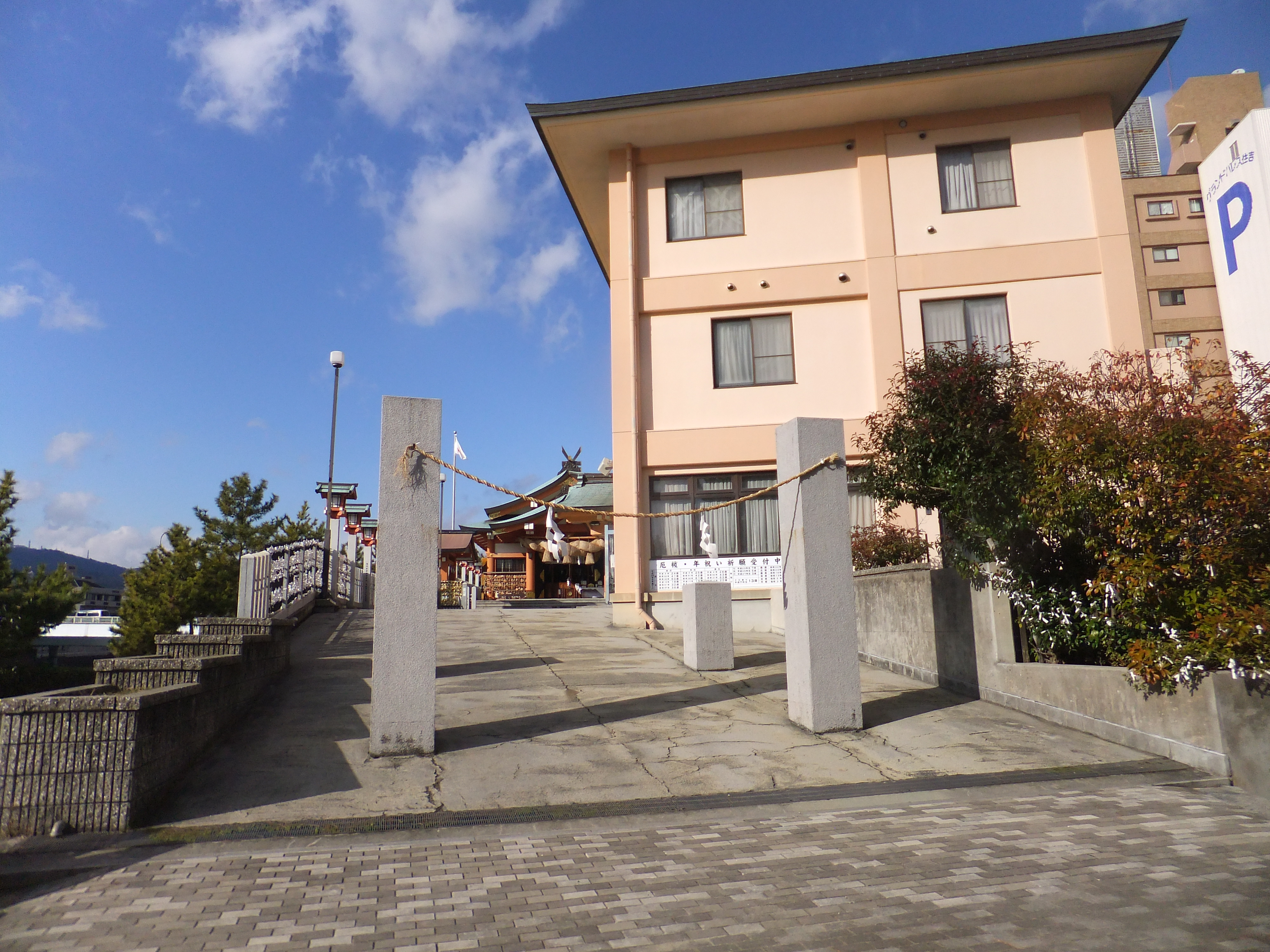
正面より
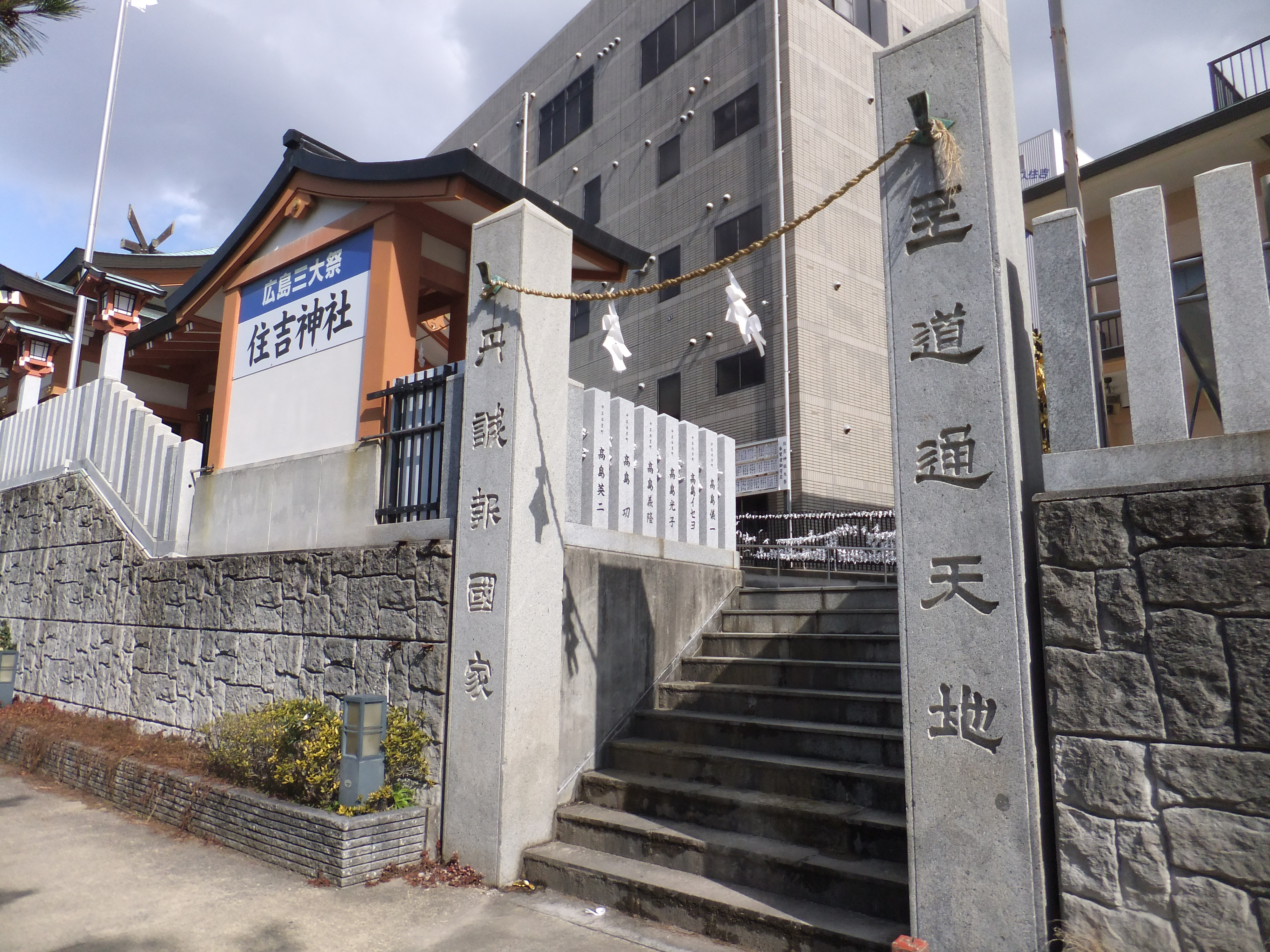
川沿いより
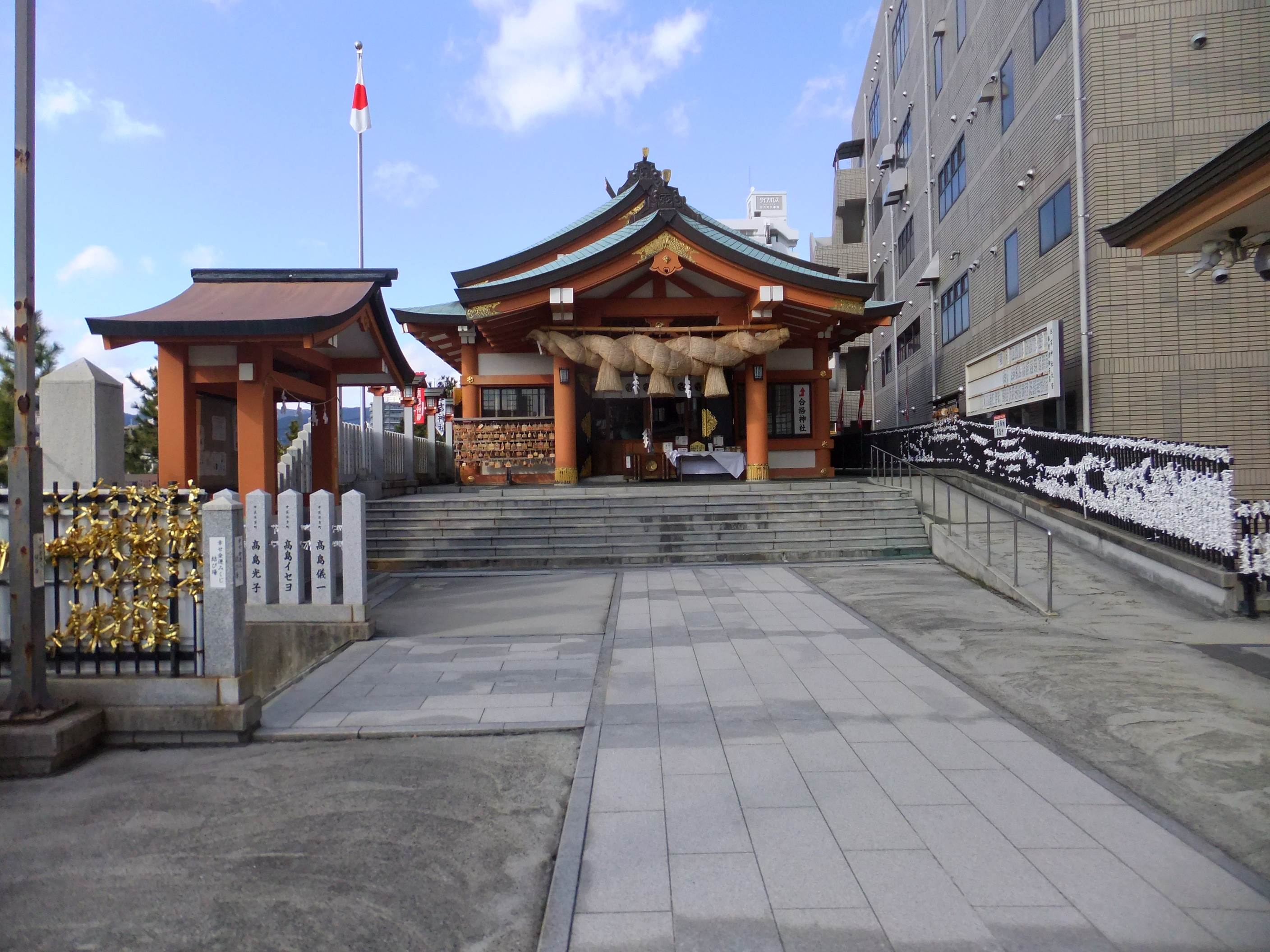
本殿
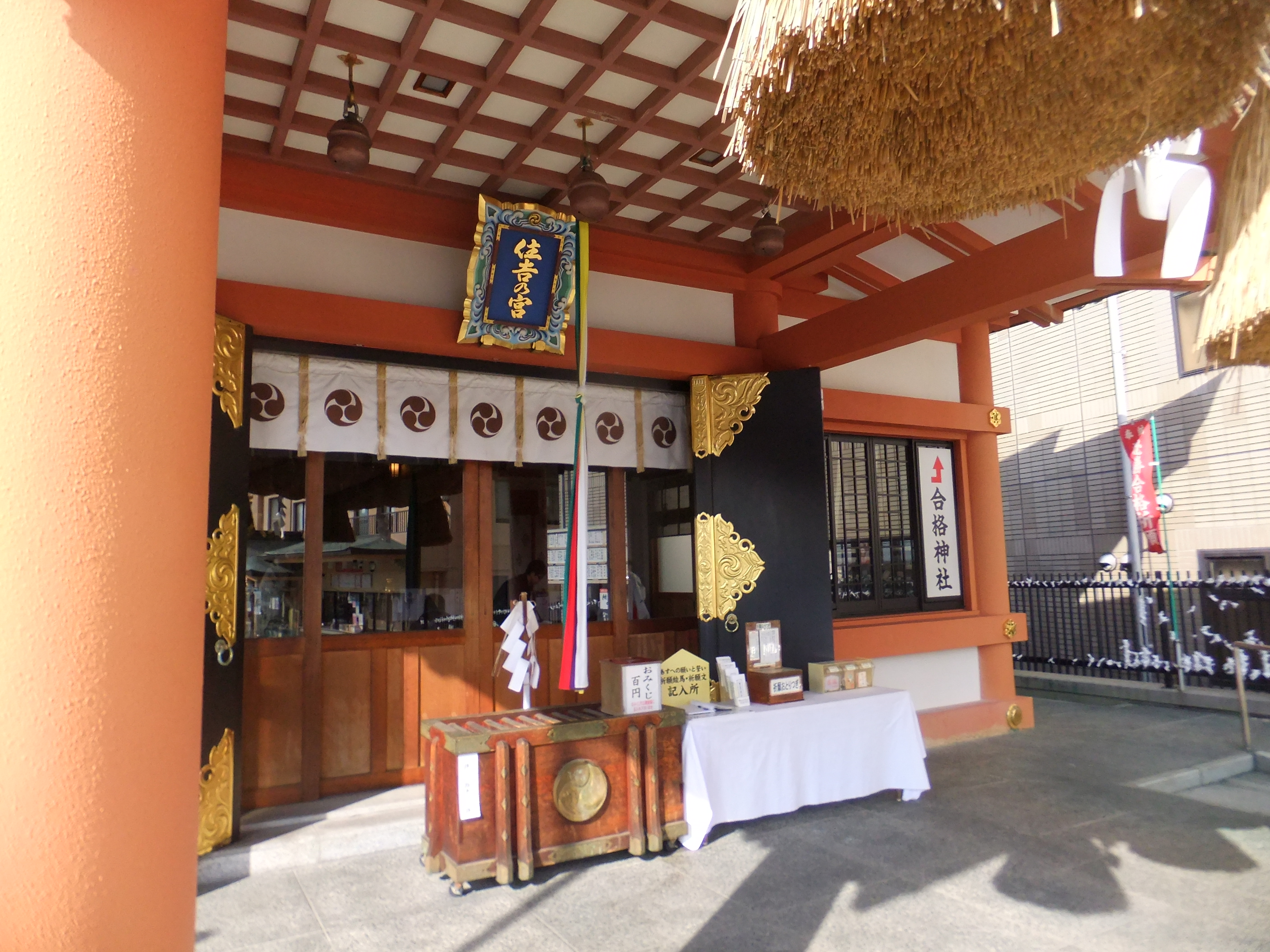
本殿を別の角度より
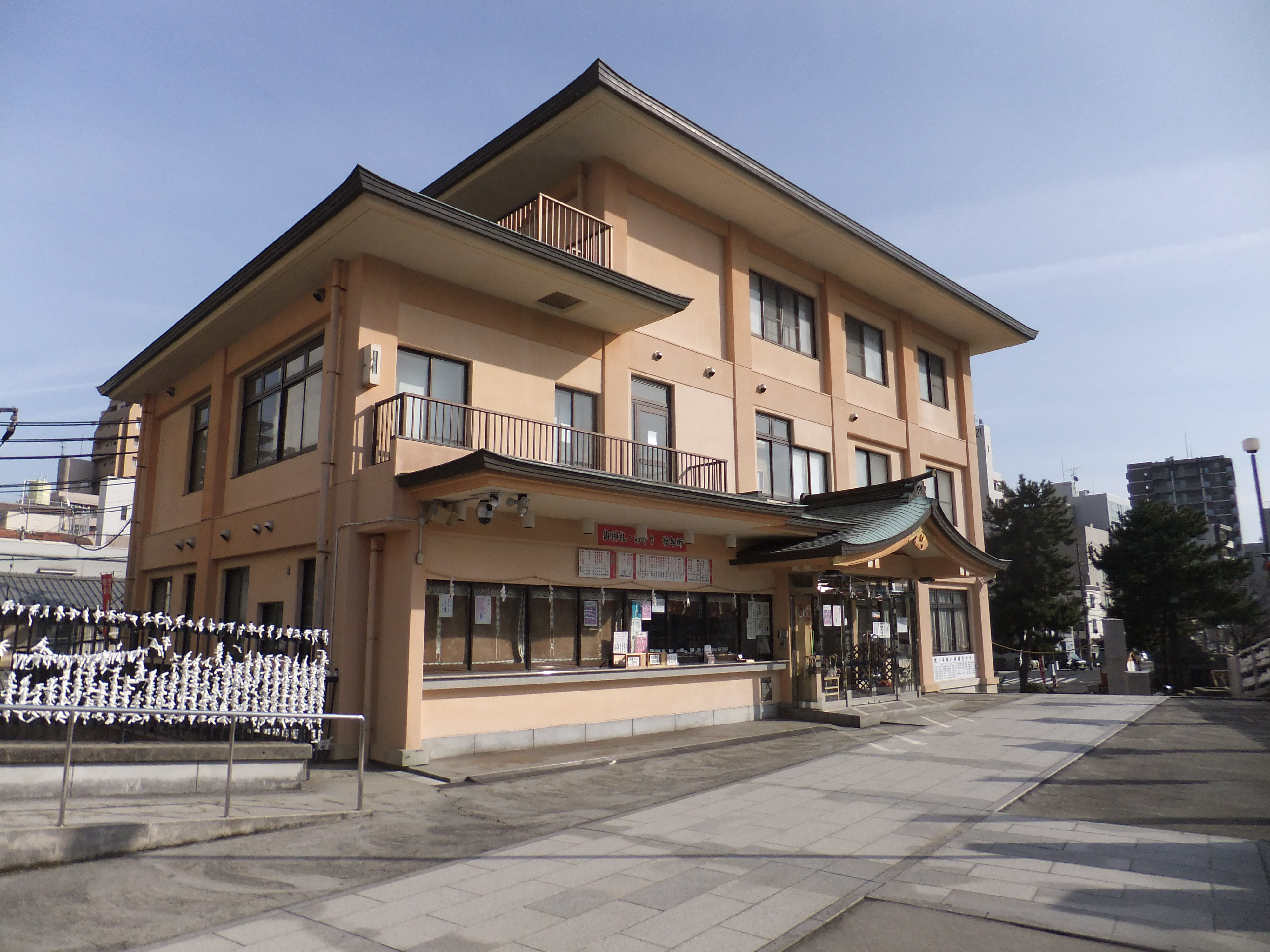
社務所

### 原爆

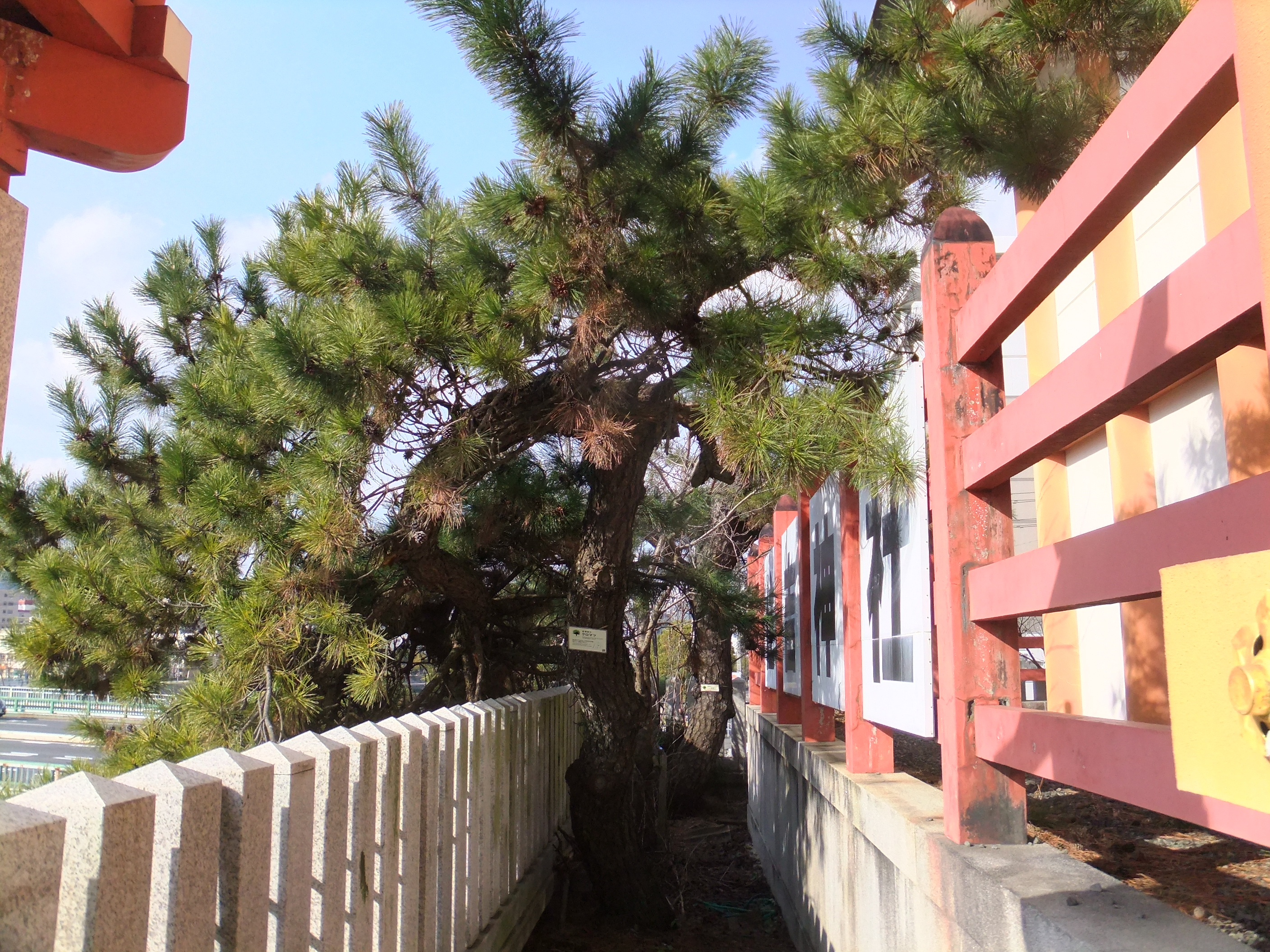
被爆クロマツ

1945年（昭和20年）の広島市への原子爆弾投下時には爆心地から約1.3kmの位置で被爆。社殿は焼失。老松は殆ど燃えたが一部焼け残った。1947年（昭和22年）に選定された原爆十景に、「住吉神社の欄干」が選ばれている。また、被爆した松も本堂横に移設されて残されている。

## 祭事

### 焼嗅がし神事
1996年（平成8年）から毎年2月3日に、焼嗅がし神事が行われている。平安時代の節分行事で、約1000匹のイワシの頭を焼き、その臭いで厄払いを行っている。2001年（平成13年）からは世相風刺を取り入れ、氏子らが1年間に話題になった人物や物事などを模した鬼や神々に扮している。その時焼いたイワシの頭は、ヒイラギの枝に刺して参拝客に提供している。

### 住吉祭
住吉祭（すみよしさい）は、旧暦の6月14日・15日に行われている祭事。本殿に設置された茅の輪をくぐる。
別名、「住吉さん」、「すみよしさん」、厳島神社の管絃祭にならって「広島管絃祭」とも呼ばれ、少なくとも大正時代から昭和の初めに掛けて、胡子神社の胡子講・圓隆寺のとうかさんと並んで「広島三大祭り」と呼ばれていた。第二次世界大戦中は社殿内でのみ行われていたこともあった。
1798年（寛政10年）に発生した大火後、翌1799年（寛政11年）に現在地に遷座したことから、遷座した日が夏の例祭の日になった。
1980年代から1990年代頃は約20万人の人手があり、神社周辺に200件の屋台が並び、花火も打ち上げられていた。
祭りの呼び物の一つは漕伝馬船でる。江戸時代から、旧暦の6月17日に行われる厳島神社の管絃祭に向かう漕伝馬船が住吉神社の周りに集まっていた。その後、1911年（明治44年）に厳島神社の管絃祭にならう形で始まった。1988年（昭和63年）以降、漕ぎ手の不足や昭和天皇の体調不良による自粛で長らく途絶えていたが、2011年（平成23年）以降完全復活した。
漕伝馬船について、以前は初日のみの開催で、元安川の明治橋 (広島市)を出発し、空鞘稲生神社で旋回、住吉神社へ向かっていた。空鞘稲生神社へ向かうことを「里帰り」と言い、住吉神社が空鞘稲生神社の摂社であった関係で呼ばれている。
漕伝馬船復活以降は祭り両日開催され、2016年（平成28年）の場合は住吉橋を出発して相生橋から元安川に入り万代橋で旋回して元の住吉橋に戻るコースを取っている。
祭りの中で、神楽も行われている。

## 人物

### 森脇良佳
森脇良佳（もりわき よしか）は、日本の神職。住吉神社の禰宜。住吉神社の一人娘。
1994年（平成6年）、中学1年生だったときに「お言葉少女」としてワイドショーで取り上げられた。その後、キリスト教系の大学を卒業。卒業後に研修を受け、2005年（平成17年）頃に神職に就いた。キリスト教系の大学に進んだ理由は、「キリスト教もすばらしい宗教ですので、様々な知識を得たいことで通いました」と2006年（平成18年）に出演したラジオ番組で述べている。
2013年（平成25年）頃に結婚。2017年（平成29年）にテレビ出演した際も、話題になった言葉遣いは変わっていない。
現在は、禰宜として神社の取材も担当することもある。

## 神社の関係者が執筆した書籍
- 『住吉の松』（千年社・森脇宗彦、2008年）ISBN 4990423100

## 交通
- 広島バス住吉町バス停から徒歩2分[17]

### 補足
1. ↑  広島市内に住吉神社は、安芸区矢野西1-21（北緯34度21分19.1秒 東経132度31分45.9秒 / 北緯34.355306度 東経132.529417度）、南区元宇品町15-3（北緯34度20分49.8秒 東経132度27分40.8秒 / 北緯34.347167度 東経132.461333度）、南区仁保町4-14-19（北緯34度21分58.7秒 東経132度29分55秒 / 北緯34.366306度 東経132.49861度）、西区草津南町1-7-23（北緯34度22分37秒 東経132度24分4.1秒 / 北緯34.37694度 東経132.401139度）などがある。
2. 1 2  空鞘稲生神社の公式サイト、広島県広島市中区本川町3-3-2、（北緯34度23分58.1秒 東経132度27分3.3秒 / 北緯34.399472度 東経132.450917度）
3. ↑  複数の書籍に1本が焼け残ったと書いてある[2][12]。ただし、被爆樹木リストには2本登録されている[13]。
4. ↑  本殿と参道を結ぶもの。爆風で傾いた親柱が残っていた[14]。
5. ↑  認識番号「S13b24-01～02」クロマツ、爆心地から1300mで被爆、敷地内で移設[13]。
6. 1 2  7月から8月の間。例として2016年の開催日は、7月17・18日[18]。2017年の開催日は8月5・6日になる。
7. ↑  戦後、胡子神社の胡子講・圓隆寺のとうかさんについては、百貨店に対抗するための商店街の祭りに変化していった[22]。